# Кукушковые горлицы
Кукушковые горлицы (лат. Macropygia) — род птиц семейства голубиных.
Среднего размера горлицы, достигают от 27 до 45 см в длину. Хвост длинный. Оперение коричневое.
Населяют Южную и Юго-Восточную Азию, Австралию и острова Океании.

## Виды
В состав рода включают 15 видов:
- Macropygia amboinensis — розовогрудая кукушковая горлица
  - Macropygia amboinensis phasianella — тёмная кукушковая горлица
- Macropygia cinnamomea
- Macropygia doreya
- Macropygia emiliana
- Macropygia macassariensis
- Macropygia mackinlayi — рыжая кукушковая горлица
- Macropygia magna — большая кукушковая горлица
- Macropygia modiglianii
- Macropygia nigrirostris — черноклювая кукушковая горлица
- Macropygia phasianella
- Macropygia ruficeps (Temminck, 1834) — малая кукушковая горлица
- Macropygia rufipennis — андаманская кукушковая горлица
- Macropygia tenuirostris
- Macropygia timorlaoensis
- Macropygia unchall — полосатохвостая кукушковая горлица

## Иллюстрации

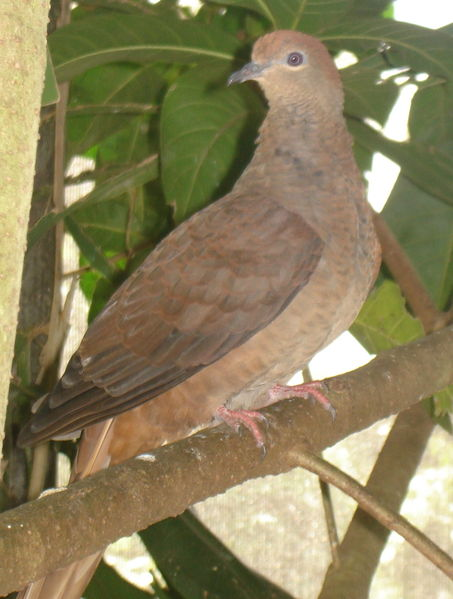
Тёмная кукушковая горлица
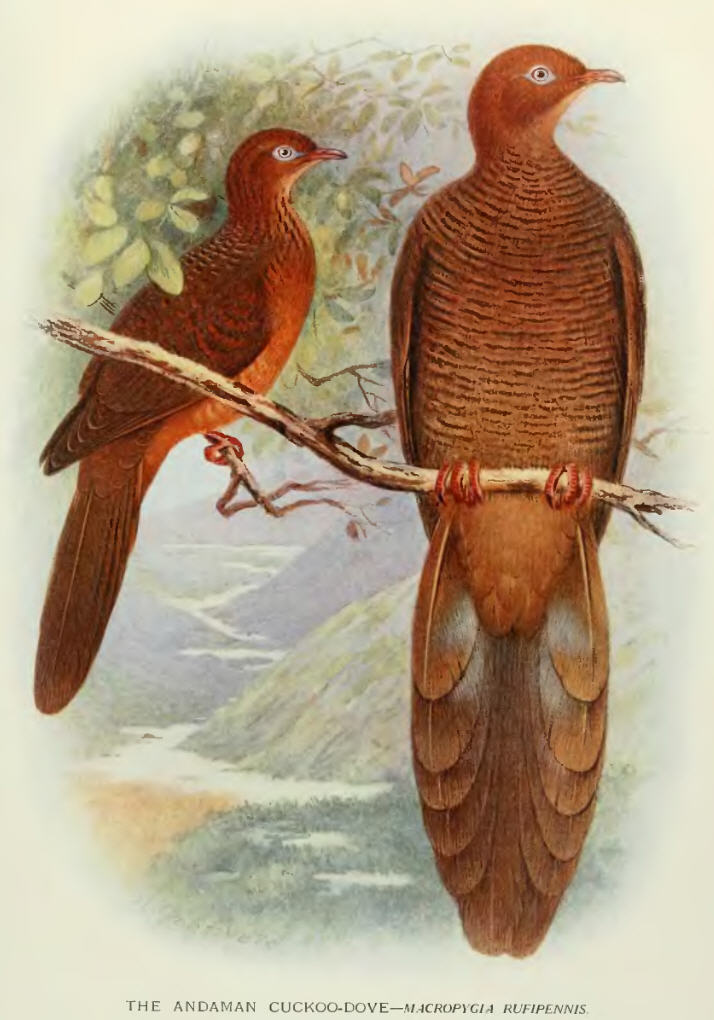
Андаманская кукушковая горлица
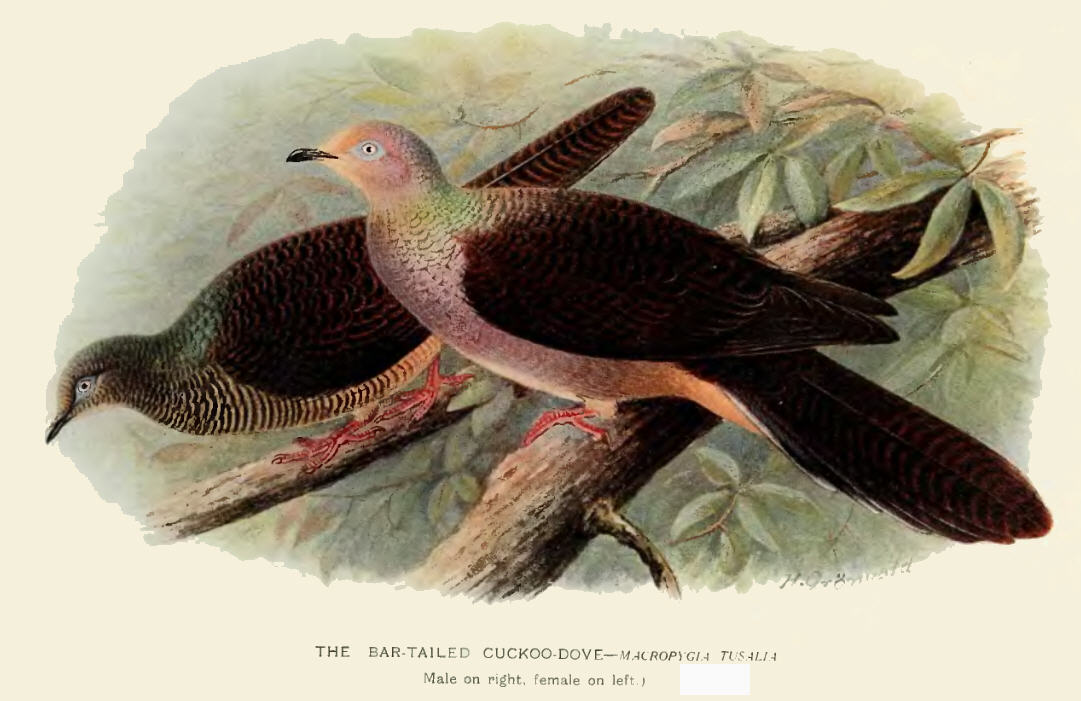
Полосатохвостая кукушковая горлица